# José Carlos Santos da Silva
José Carlos Santos da Silva, meglio noto come Zé Carlos (Ipirá, 19 marzo 1975), è un ex calciatore brasiliano, di ruolo attaccante.
Compreso il Brasile, ha giocato come professionista in sei Paesi.

## Carriera
Nato a Ipirá, Bahia, Zé Carlos ha ricevuto il soprannome Zé do Gol (Zé del Gol) quando giocava al Botafogo. Qui vinse il Campeonato Carioca del 1997 e il Torneo Rio-São Paulo l'anno seguente. Nel gennaio 2002 si trasferì nel club turco Malatyaspor e l'anno successivo tornò in Brasile, nel Flamengo, a Rio de Janeiro.
Nel gennaio 2004, Zé Carlos si unì ai sudcoreani del Pohang Steelers. L'anno dopo si trasferì ancora in gennaio, firmando un contratto di un anno con lo Esporte Clube Juventude.
Zé Carlos trascorse la successiva stagione e mezzo in Portogallo, con il Marítimo e il Braga, aiutando il club di Minho a finire quarto nel 2006-07 e qualificarsi per la Coppa UEFA. In quella stagione il Braga raggiunge anche gli ottavi di finale di Coppa UEFA contro il Tottenham, dopo aver battuto il Parma ai sedicesimi: Zé Carlos fu autore del gol che permise alla propria squadra di imporsi per 1-0 all'andata contro gli emiliani. Verranno successivamente eliminati dalla competizione proprio dal Tottenham a seguito di 2 sconfitte per 2-3. Fu inoltre un elemento offensivo essenziale nella loro partecipazione alla Taça de Portugal, segnando una tripletta nella vittoria casalinga per 5-2 contro la Portimonense.
Il 12 luglio 2007, Zé Carlos firma un contratto con l'APOEL FC di Cipro. Ha avuto diversi problemi fisici durante il periodo a Cipro, ma aiutò la squadra a vincere la coppa nazionale.
Nel luglio 2008 si accasa alla Trofense, squadra neopromossa in Primeira Liga, ritornando così in Portogallo.
Nel 2011 uno Zé Carlos 34enne aiutò il Club Bolívar a vincere il campionato boliviano, segnando 10 gol. Successivamente ritornò nel suo Paese, giocando soltanto in club amatoriali.

## Palmarès

### Competizioni statali
- Campionato Carioca: 1

Botafogo: 1997

### Competizioni regionali
- Torneo Rio-San Paolo: 1

Botafogo: 1998

### Competizioni nazionali
- Coppa di Cipro: 1

APOEL: 2007–2008
- Campionato boliviano: 1

Bolívar: 2011